# Râul Valea Largă (Pucheni)
Râul Valea Largă este un curs de apă, afluent al râului Dâmbovița. 